# Jastrzębków
Jastrzębków (ukr. Яструбків, Jastrubkiw) – wieś na Ukrainie w rejonie lwowskim (wcześniej w rejonie pustomyckim) należącym do obwodu lwowskiego.